# Пуллман (Західна Вірджинія)
Пуллман (англ. Pullman) — місто (англ. town) в США, в окрузі Рітчі штату Західна Вірджинія. Населення — 135 осіб (2020).

## Географія
Пуллман розташований за координатами 39°11′17″ пн. ш. 80°56′56″ зх. д. / 39.18806° пн. ш. 80.94889° зх. д. (39.188015, -80.948995).  За даними Бюро перепису населення США в 2010 році місто мало площу 0,63 км², уся площа — суходіл.

## Демографія
Згідно з переписом 2010 року, у місті мешкали 154 особи в 57 домогосподарствах у складі 44 родин. Густота населення становила 245 осіб/км².  Було 71 помешкання (113/км²).
Расовий склад населення:
| - 99,4 % — білих |

До двох чи більше рас належало 0,6 %. Частка іспаномовних становила 0,0 % від усіх жителів.
За віковим діапазоном населення розподілялося таким чином: 18,8 % — особи молодші 18 років, 69,5 % — особи у віці 18—64 років, 11,7 % — особи у віці 65 років та старші. Медіана віку мешканця становила 40,0 року. На 100 осіб жіночої статі у місті припадало 105,3 чоловіків;  на 100 жінок у віці від 18 років та старших — 119,3 чоловіків також старших 18 років.
Середній дохід на одне домашнє господарство  становив 30 806 доларів США (медіана — 17 917), а середній дохід на одну сім'ю — 40 256 доларів (медіана — 31 875). За межею бідності перебувало 29,5 % осіб, у тому числі 31,8 % дітей у віці до 18 років та 22,0 % осіб у віці 65 років та старших.
Цивільне працевлаштоване населення становило 73 особи. Основні галузі зайнятості: роздрібна торгівля — 21,9 %, виробництво — 21,9 %, мистецтво, розваги та відпочинок — 16,4 %, сільське господарство, лісництво, риболовля — 11,0 %.